# Ulf Dahlén
Ulf Reinhold Dahlén (* 21. Januar 1967 in Östersund) ist ein ehemaliger schwedischer Eishockeyspieler, -trainer und -scout, der im Verlauf seiner aktiven Karriere zwischen 1983 und 2003 unter anderem 1051 Spiele für die New York Rangers, Minnesota North Stars, Dallas Stars, San Jose Sharks, Chicago Blackhawks und Washington Capitals in der National Hockey League sowie 118 weitere für IF Björklöven und den HV71 in der schwedischen Elitserien auf der Position des rechten Flügelstürmers bestritten hat. Seinen größten Karriereerfolg feierte Dahlén im Trikot der schwedischen Nationalmannschaft, mit der er bei der Weltmeisterschaft 1998 die Goldmedaille gewann. Nach seinem Karriereende war er zwischen 2003 und 2014 als Trainer in Nordamerika und Schweden tätig. Sein Sohn Jonathan Dahlén ist ebenfalls professioneller Eishockeyspieler.

## Karriere
Dahlén spielte zunächst in der zweiten schwedischen Liga, ehe er im NHL Entry Draft 1985 in der ersten Runde an siebter Stelle von den New York Rangers gezogen wurde. Er blieb jedoch für zwei weitere Jahre in Schweden und spielte für IF Björklöven in der Elitserien.
Im Sommer 1985 wechselte der Schwede dann nach Nordamerika zu den Rangers, die ihn nach zwei Einsätzen beim Farmteam in die National Hockey League holten. Dort spielte er bis zum März 1990, bevor er für Mike Gartner zu den Minnesota North Stars transferiert wurde. Dahlén spielte vier Jahre bei den North Stars und hatte in der Saison 1992/93, gemessen an seiner Punktausbeute, sein bestes Jahr in der NHL mit 74 Punkten. Nach der Saison zog er mit dem Team von Minnesota nach Dallas und spielte fortan für die Dallas Stars, die ihn im März 1994 im Austausch für Doug Zmolek und Mike Lalor an die San Jose Sharks abgaben. Bei den Sharks hatte der Schwede oft mit Verletzungen zu kämpfen, wodurch seine Leistungen stark schwankten. Dies führte Ende Januar 1997 zum nächsten Tauschgeschäft, in das der Schwede verwickelt war. San Jose gab ihn, zusammen mit zwei weiteren Spielern, zu den Chicago Blackhawks ab, die im Gegenzug Ed Belfour abgaben. In Chicago spielte der Flügelstürmer nur ein halbes Jahr bis zum Ende der Saison 1996/97. Danach kehrte er in seine schwedische Heimat zurück.
Dahlén unterzeichnete zu Beginn der Saison 1997/98 einen Zweijahresvertrag beim HV 71 Jönköping in der schwedischen Elitserien. Am Ende des ersten Spieljahres wurde er mit dem Guldpucken für den besten Spieler der Liga ausgezeichnet. Nach dem Ende seines zweijährigen Engagements in Schweden kehrte Dahlén in die NHL zurück. Für die Washington Capitals spielte er drei Spielzeiten und zeigte ähnlich starke Leistungen wie Anfang der 1990er bei den North Stars. Für seine letzte NHL-Saison kehrte er zu den Dallas Stars zurück, bei denen er seine Karriere beendete.
Nach seinem Karriereende war er zwei Jahre lang Assistenztrainer der schwedischen Nationalmannschaft. 2005 kehrte er in die Organisation der Dallas Stars zurück und war als Scout für die Beobachtung von Spielern in europäischen Länder verantwortlich. Ab der Saison 2006/07 war er in Dallas als Assistenz-Trainer von Dave Tippett tätig. Nach zwei Jahren verließ er die Stars, um Cheftrainer beim Frölunda HC zu werden. In seiner ersten Saison führte er diese auf den dritten Platz in der regulären Saison, bevor die Mannschaft in den Playoff-Halbfinals an HV71 scheiterte. Nachdem das Team in der darauffolgenden Spielzeit nicht über die erste Runde hinausgekommen war, wurde Dahlén im April 2010 seines Amtes enthoben. Zur Saison 2011/12 wurde er vom HV71 als Cheftrainer verpflichtet. Das Engagement endete im Verlauf der Spielzeit 2013/14 mit seiner vorzeitigen Entlassung.
Im Jahr 2014 wurde Dahlén in die Schwedische Eishockey-Ruhmeshalle aufgenommen.

### International
Dahlén vertrat sein Heimatland Schweden bei zahlreichen internationalen Turnieren. Er spielte beim Canada Cup 1991, World Cup of Hockey 1996, den Weltmeisterschaften 1993, 1998, 2002 und lief bei den Olympischen Winterspielen 1998 in Nagano und 2002 in Salt Lake City auf.

## Erfolge und Auszeichnungen
| - 1985 Årets junior - 1987 Schwedischer Meister mit IF Björklöven - 1998 Guldpucken | - 1998 All-Star-Team der Elitserien - 2014 Aufnahme in die Schwedische Eishockey-Ruhmeshalle |

### International
| - 1985 Goldmedaille bei der U18-Junioren-Europameisterschaft - 1987 Bronzemedaille bei der U20-Junioren-Weltmeisterschaft - 1987 Topscorer der U20-Junioren-Weltmeisterschaft - 1987 Bester Torschütze der U20-Junioren-Weltmeisterschaft - 1987 All-Star-Team der U20-Junioren-Weltmeisterschaft | - 1989 Bronzemedaille bei der Europameisterschaft - 1993 Silbermedaille bei der Weltmeisterschaft - 1993 All-Star-Team der Weltmeisterschaft - 1998 Goldmedaille bei der Weltmeisterschaft - 2002 Bronzemedaille bei der Weltmeisterschaft |

## Karrierestatistik

### International
Vertrat Schweden bei:
| - U18-Junioren-Europameisterschaft 1985 - U20-Junioren-Weltmeisterschaft 1986 - U20-Junioren-Weltmeisterschaft 1987 - Weltmeisterschaft 1989 - Canada Cup 1991 - Weltmeisterschaft 1993 | - World Cup of Hockey 1996 - Olympischen Winterspielen 1998 - Weltmeisterschaft 1998 - Olympischen Winterspielen 2002 - Weltmeisterschaft 2002 |

(Legende zur Spielerstatistik: Sp oder GP = absolvierte Spiele; T oder G = erzielte Tore; V oder A = erzielte Assists; Pkt oder Pts = erzielte Scorerpunkte; SM oder PIM = erhaltene Strafminuten; +/− = Plus/Minus-Bilanz; PP = erzielte Überzahltore; SH = erzielte Unterzahltore; GW = erzielte Siegtore; 1 Play-downs/Relegation; Kursiv: Statistik nicht vollständig)